# 藤本俊
藤本 俊（ふじもと しゅん、1950年5月11日 - ）は、元体操競技選手。山梨大学名誉教授。1976年モントリオールオリンピック体操男子団体金メダリスト。

## 略歴
広島県出身。1973年（昭和48年）3月、日本体育大学卒業。同年、紀陽銀行に入社、その後山梨大学教育学部助手を経て山梨大学教育学部教授。
1976年（昭和51年）のモントリオール五輪の男子団体総合で5連覇を目指す日本は規定でソビエト連邦に0.5点のリードを許した。逆転を目指す自由演技最初のゆかで藤本はひざの半月板を痛めたが、その状態を心配することでコーチやチームメートのソビエト連邦との金メダル争いに対する集中力が欠けることを心配してそれを黙っていた。続くあん馬で9.50、つり輪でも2.5mほどの高さからの着地も決めて9.70の高得点をマーク。しかし、つり輪の演技終了後、ついに演技続行は不可能となった。日本チームは背水の陣を余儀なくされたが、藤本のあげた高得点もあり、残る3種目を5人で戦いソビエト連邦を0.4点という僅差で退けて金メダルを獲得した。数年後、藤本はもう一度同じことができるか聞かれたが二度とできないだろうと答えている。
後日、右膝にひびが入っていることが判明した。藤本は、カナダオリンピック委員会から、「勇敢選手賞」を与えられている。2017年には国際体操殿堂入りを果たした。

## 成績
- 1973年 モスクワユニバーシアード（ソビエト）団体総合銀メダル
- 1974年 ヴァルナ世界体操競技選手権（ブルガリア）団体総合金メダル[注釈 1]
- 1976年 モントリオールオリンピック（カナダ）団体総合金メダル

## 主な受賞
- 日本スポーツ賞（1976年）
- スポーツ功労賞（1976年）
- 朝日スポーツ賞（1974年[6]、1976年[7]）

## 著書
- 男子・体操競技（泰流社、1978年）ISBN 9784884701574